# Nemocardium centifilosum
Nemocardium centifilosum är en musselart som först beskrevs av Carpenter 1864.  Nemocardium centifilosum ingår i släktet Nemocardium och familjen hjärtmusslor. Inga underarter finns listade i Catalogue of Life.